# Mozonte
Mozonte es un municipio del departamento de Nueva Segovia en la República de Nicaragua. Se encuentra ubicado a una distancia de 234 kilómetros de Managua, la Capital del país.

## Toponimia
Según los investigadores la etimología del nombre es de origen indígena "Mosuntepec" que significa "Pueblo entre ríos y colinas".
Otro historiadores opinan que el nombre "Mozonte" es de etimología mexicana procedente de las voces "musu", pozol; "n", indicativo de lugar y "tepec", cerro; es decir, "El cerro del pozol o del maíz".

## Geografía
El municipio de Mozonte tiene una extensión de 218.0 km², está ubicada entre las coordenadas 13° 39' 0" de latitud norte y 86° 27' 0" de longitud oeste, a una altitud de 697 m s. n. m.

### Límites
El municipio de Mozonte limita: 
- al Norte con la República de Honduras,
- al Sur con el municipio de Totogalpa,
- al Este con los municipios de San Fernando, Ciudad Antigua y Telpaneca,
- al Oeste con el municipio de Ocotal y Dipilto.

### Hidrografía
Riegan el territorio municipal, el Río Coco y sus afluentes, los ríos Mozonte y Quisulí, que nacen en la zona montañosa de las comarcas El Arado y Quisulí, estos atraviesan de norte a sur el municipio hasta desembocar en el río Coco; y el río Achuapa, que nace en el municipio de San Fernando y se introduce parcialmente en la zona sur hasta desembocar en el río Coco o Segovia o Wanki.

### Relieve
El municipio de Mozonte, se encuentra ubicado a una altura aproximada de 600 a 800 m s. n. m. Su altitud promedio es de 697 m s. n. m.
El relieve es quebrado con ligeras planicies en la parte norte del municipio, cruza la Cordillera de Dipilto y Jalapa, en donde se observan las elevaciones de mayor altura en el cerro Chachagua (1,904 m s. n. m.), montaña El Sacua (1,836 m s. n. m.), cerro El Tizal (1,778 m s. n. m.), cerro El Barro (1,734 m s. n. m.), cerro La Gloria (1,725 m s. n. m.) y cerro Piedra del Gato (1,619 m s. n. m.).

### Suelos
En el suelo del municipio de Mozonte se encuentran grandes variedades de minerales y sustancias similares como el oro, mármol, malaquita, ilmenitas y turmalinas; en gran cantidad aluviales sílices. Las arenas cuarcíferas de Mozonte, pueden ser explotadas para la producción de fibra de vidrio.

## Historia
Los primeros habitantes adoraban al dios del fuego, de la lluvia y a la diosa de la fertilidad.
Pedro Agustín Morel de Santa Cruz, religioso dominico, Obispo de Nicaragua y Costa Rica, en su visita pastoral definió al poblado como un:
"Llano alegre y rodeado de cerros"
Refirió que a su visita:
"Se construía una ermita de piedra y cal."
Según ciertos historiadores Mosunse fue un cacique que se estableció en estas tierras, los integrantes de esta tribu se fueron multiplicando hasta formar un pequeño caserío, cultivaban la tierra sembrando granos básicos, se dedicaban a la caza, criaban aves de corral, cerdos, etc. De estos habitantes todavía se conservan los rasgos físicos indígenas casi sin alteraciones por cuanto poco se ha percibido el proceso de mestizaje y en su inmensa mayoría son hijos autóctonos de este pueblo, a pesar de que su idioma ha desaparecido o, ya que desde hace muchos años hablan el español.

## Demografía
Mozonte tiene una población actual de 9,390 habitantes. De la población total, el 50.3% son hombres y el 49.7% son mujeres. Casi el 27% de la población vive en la zona urbana.

## Clima
El clima es considerado de sabana tropical de altura, ofreciendo temperaturas que oscilan entre los 23 °C y 24 °C; registrándose temperaturas menores de 18 °C en los meses de diciembre a febrero, observándose fuertes vientos que permiten mantener la temperatura fresca.
Las zonas más altas de la región se caracterizan por un clima tropical seco, aunque en altitudes mayores a 1,000 m s. n. m. domina el clima subtropical de montaña, en la parte sur y central del municipio el clima es tropical seco, y en la zona norte por las elevaciones montañosas se torna húmedo seco.

## Organización territorial
El caso urbano se divide en los barrios: Monseñor Madrigal, Guadalupe, El Calvario, Zona #1 y Zona #6.
El municipio además del casco urbano, cuenta con 5 comarcas que agrupan 23 comunidades rurales organizadas en microrregiones: comarca Apamiguel, comarca El Arado, comarca El Yaraje, comarca Las Cruces y comarca Quisulí Abajo.

## Economía
Su economía se centra en la agricultura principalmente maíz, frijoles y hortalizas.

## Comunidad indígena de Mozonte
En la Constitución Política vigente de la República de Nicaragua se establecen derechos y obligaciones para los ciudadanos nicaragüenses, sin distingo de ninguna índole; por tanto, se garantiza la existencia de los pueblos indígenas y la posesión de sus tierras comunales; así como la conservación y promoción de su identidad y cultura étnica propia.
En Mozonte existe una comunidad indígena compuesta por 4850 personas que subsisten en duras condiciones. Tiene cerca de 1300 años de estar asentada en ese lugar y se sabe que los primeros pobladores eran chorotegas que vinieron de Chiapas, México y se establecieron en el territorio de los actuales departamentos de Nueva Segovia y Madriz, y que durante la época colonial trabajaron en las minas de oro, por lo que parte de su población murió a causa del duro trabajo.
Esta comunidad indígena es propietaria de tierras, por las cuales hace 240 años trabajó para pagar a la Corona Española las tres monedas de oro por cada manzana de tierra y obtener el Título Real firmado por el Rey de España, el 26 de junio de 1773 luego de 29 años continuos de trabajo duro. Esté Título «Real» es lo que legitima la propiedad del territorio donde viven, lo conservan y resguardan con mucho celo, tanto así que durante la guerra civil de la década de los años 1980 (siglo XX), los custodias del Título Real huyeron a territorio hondureño para salvarlo.
Conforme a título real inscrito legalmente 100 años después de su emisión en las oficinas del Registro Público de la Propiedad en Ocotal, Nueva Segovia, a la Comunidad Indígena de Mozonte, le pertenece un territorio comunal de 23590 hectáreas, que albergan recursos naturales entre los que se encuentra el mármol, bosques y una cuenca rica en recursos hídricos.
Según la tradición oral de sus pobladores, uno de los últimos caciques fue Mosunse quién defendió con su vida las tierras de su pueblo y le sucedió su hijo Motonil.
En la actualidad a la Comunidad indígena la rige por un Consejo de Ancianos, un órgano de gobierno para la conducción de la vida del pueblo indígena, a sus miembros se les juramenta en cabildo abierto y la duración en el cargo es vitalicia. Hombres y mujeres pueden optar a ser miembros, pero deben cumplir con los requisitos siguientes:
- Ser de origen indígena.
- Conocer la historia de la Comunidad Indígena.
- Ser reconocido como honesto y respetuoso.
- Honrar la dignidad de estar en el Consejo de Ancianos.
- Ser mayor de 45 años.

Además, del Consejo de Ancianos se designa un Presidente de Junta Directiva y un Alcalde de Vara.

## Festividades

### Fiestas religiosas
En el Mozonte la principal fiesta religiosa católica está dedicada a San Pedro Apóstol cada 29 de junio, en conmemoración de su muerte. Durante las celebraciones se realiza una solemne procesión de la venerada imagen del Santo por las calles del pueblo y las tradicionales peleas de gallos y carrera de cintas a caballo para la elección de la Reina de las fiestas.
El 12 de diciembre celebran también a Nuestra Señora de Guadalupe, Protectora de los pueblos indígenas, rezan el Santo Rosario por la mañana en la antigua capilla situada en la cima de la llamada "loma Santa" en el extremo norte del pueblo.
El templo parroquial de San Pedro Apóstol data de 1703, es un completo museo de antigüedades, posee una colección de misales y breviarios religiosos de los años 1763 y 1788, objetos de plata repujada como candelabros.